# Miguel Lasso de la Vega y López de Tejada
Miguel Lasso de la Vega y López de Tejada (Carmona, 5 de mayo de 1893-Madrid, 19 de diciembre de 1957), IX marqués del Saltillo, fue un profesor e historiador español. Decano de la Facultad de Letras de Barcelona y del Consejo Nacional de Educación; Vicepresidente de la Sociedad Española de Amigos del Arte; del Consejo Superior de Investigaciones Científicas y de la Sociedad Menéndez Pelayo.

## Biografía
Inició muy joven su vocación por los estudios históricos de genealogía y heráldica. Cursó los estudios de Filosofía y Letras y de Derecho, en la Universidad de Sevilla, y una vez ultimadas ambas carreras, obtuvo la cátedra de Historia de España en la Universidad Hispalense en 1919. De forma sucesiva, desempeñó la misma cátedra en las Universidades de Oviedo (1923), Zaragoza (1938) y Madrid (1949). En 1922 ingresó en la Academia Sevillana de Buenas Letras con el estudio titulado Piedras sevillanas. 
Miembro de número de la Real Academia de la Historia, ingresó en 1942, disertando sobre Doña Mencía de Mendoza. También lo fue de la Hispanic Society of America, con sede en Nueva York.
En 1922 contrajo matrimonio en Soria con Pilar González de Gregorio y Martínez de Tejada de los condes de la Puebla de Valverde.
En 1957 donó su biblioteca particular a la Casa de Velázquez.

## Selección de obras
- Doña Mencía de Mendoza, Marquesa de Cenete. Madrid, 1942.
- Catálogo de la exposición de la heráldica en el arte. Madrid, 1947.
- El Patronato de Castilla y la presentación de diócesis en tiempo de Felipe II, Madrid 1948.
- Discurso leído en el acto de su recepción por el Excmo. Sr. D. Miguel Lasso, 1942
- La embajada en Alemania del conde de Oñate y la elección de Fernando II. Madrid, 1929.

| Predecesor: Claudio Sánchez-Albornoz y Menduiña | Real Academia de la Historia. Medalla 10 1942-1957 | Sucesor: Amando Melón y Ruiz de Gordejuela |